# Зуева, Антонина Михайловна
Антонина Михайловна Зуева (10 февраля 1928, Шименеево, Козловский район — 11 апреля 2021) — советский хозяйственный, государственный и политический деятель, Герой Социалистического Труда.

## Биография
Родилась в 1928 году в деревне Шименеево. Член КПСС. Окончила 8 классов Карамышевской средней школы (1945), курсы молодых хмелеводов в с. Октябрьское (1954) .
С 1945 работала хмелеводом, звеньевой, хмелеводческой бригады в Шименеевском колхозе, а позднее, с 1965, в совхозе «Волга».
С 1947 года — на хозяйственной, общественной и политической работе. В 1947—1983 гг. — колхозница, хмелевод, звеньевая хмелеводческого звена совхоза «Волга» Козловского района Чувашской АССР.
Указом Президиума Верховного Совета СССР от 8 апреля 1971 года присвоено звание Героя Социалистического Труда с вручением ордена Ленина и золотой медали «Серп и Молот».
Избиралась депутатом Верховного Совета РСФСР 8-го созыва.

## Награды
- медаль «За доблестный труд в Великой Отечественной войне 1941—1945 гг.» (1946),
- Указом Президиума Верховного Совета СССР от 8 апреля 1971 за достигнутые успехи в производстве технических культур ей присвоено звание Героя Социалистического Труда.
- Орден Ленина
- Орден Октябрьской Революции,
- Орден «Знак Почёта»
- медаль За доблестный труд. В ознаменование 100 летия В. И. Ленина
- Почётный гражданин Козловского района Чувашской Республики (2007).
- Медаль «За трудовую доблесть» (1970)[уточнить].
- медаль «За любовь и верность», награждена Организационным комитетом по проведению «Дня семьи, любви и верности в Российской Федерации»

## Общественная работа
- Избиралась депутатом Верховного Совета РСФСР (1971), являлась членом ВЦСПС (1975-88).

## Семья
Вместе супругом Николаем Сергеевичем воспитали троих детей.